# Niclas Heimann
Niclas Heimann (Engelskirchen, 12 maart 1991) is een Duits voetballer die als keeper speelt.

## Loopbaan
Heimann speelde in de jeugd bij Bayer 04 Leverkusen en Chelsea FC voor hij bij Red Bull Salzburg kwam. Daar was hij derde doelman en speelde in het tweede team. In de zomer van 2012 werd hij na een succesvolle stageperiode vastgelegd door VVV-Venlo, op voorspraak van trainer Ton Lokhoff die hem nog uit Salzburg kende. De Duitse doelman moest bij VVV de concurrentiestrijd aangaan met Niki Mäenpää. Die concurrentiestrijd werd gewonnen door Maenpää. Heimann maakte op 15 september 2012 zijn competitiedebuut namens de Venlose eredivisonist in een thuiswedstrijd tegen N.E.C., toen hij de zieke Maenpää verving. Na afloop van het seizoen werd zijn contract niet verlengd. Heimann vervolgde zijn loopbaan bij Energie Cottbus en kwam nadien nog uit voor achtereenvolgens Rot-Weiss Essen, SV Rödinghausen, SSV Ulm 1846 en SGV Freiberg.

## Carrière
| Seizoen                                | Club               | Competitie           | Competitie | Competitie | Beker | Beker | Overig1 | Overig1 | Totaal | Totaal |
| Seizoen                                | Club               | Competitie           | Wed.       | Dlp.       | Wed.  | Dlp.  | Wed.    | Dlp.    | Wed.   | Dlp.   |
| -------------------------------------- | ------------------ | -------------------- | ---------- | ---------- | ----- | ----- | ------- | ------- | ------ | ------ |
| 2010/11                                | Red Bull Juniors   | Regionalliga West    | 27         | 0          | 2     | 0     | —       | —       | 29     | 0      |
| 2011/12                                | Red Bull Juniors   | Regionalliga West    | 20         | 0          | 4     | 0     | —       | —       | 24     | 0      |
| 2012/13                                | VVV-Venlo          | Eredivisie           | 1          | 0          | 0     | 0     | 0       | 0       | 1      | 0      |
| 2013/14                                | Energie Cottbus    | 2. Bundesliga        | 0          | 0          | 0     | 0     | —       | —       | 0      | 0      |
| 2013/14                                | Energie Cottbus II | Oberliga Nordost     | 11         | 0          | —     | —     | —       | —       | 11     | 0      |
| 2014/15                                | Rot-Weiss Essen    | Regionalliga West    | 33         | 0          | —     | —     | 3       | 0       | 36     | 0      |
| 2015/16                                | Rot-Weiss Essen    | Regionalliga West    | 16         | 0          | 0     | 0     | 2       | 0       | 18     | 0      |
| 2016/17                                | Rot-Weiss Essen    | Regionalliga West    | 18         | 0          | 1     | 0     | 0       | 0       | 19     | 0      |
| 2017/18                                | SV Rödinghausen    | Regionalliga West    | 23         | 0          | —     | —     | 1       | 0       | 24     | 0      |
| 2018/19                                | SV Rödinghausen    | Regionalliga West    | 33         | 0          | 2     | 0     | 0       | 0       | 35     | 0      |
| 2019/20                                | SV Rödinghausen    | Regionalliga West    | 25         | 0          | 1     | 0     | 3       | 0       | 29     | 0      |
| 2019/20                                | SSV Ulm 1846       | Regionalliga Südwest | 0          | 0          | 0     | 0     | 3       | 0       | 3      | 0      |
| 2020/21                                | SSV Ulm 1846       | Regionalliga Südwest | 21         | 0          | 1     | 0     | 2       | 0       | 24     | 0      |
| 2021/22                                | SSV Ulm 1846       | Regionalliga Südwest | 20         | 0          | 1     | 0     | 4       | 0       | 25     | 0      |
| 2022/23                                | SGV Freiberg       | Regionalliga Südwest | 17         | 0          | —     | —     | 2       | 0       | 19     | 0      |
| Carrièretotaal                         | Carrièretotaal     | Carrièretotaal       | 265        | 0          | 12    | 0     | 20      | 0       | 297    | 14     |
| Bijgewerkt tot en met 26 december 2023 |                    |                      |            |            |       |       |         |         |        |        |

1Overige officiële wedstrijden, te weten Play-offs, Niederrheinpokal, Westfalenpokal en Württembergpokal.